# Pocky
A Pocky (ポッキー; Hepburn: Pokkii) japán édesség, pudingba vagy ételbevonóba mártott sótlan, kicsit vastag ropi. Több ízben kapható, a legnépszerűbb a csokoládé, illetve az eper ízesítésű, de van narancsos, vaníliás, zöld teás, alma joghurtos és krémsajtos is. Rendkívül közkedvelt édesség Japánban és Délkelet-Ázsiában, egyre több helyen kapható Magyarországon is.

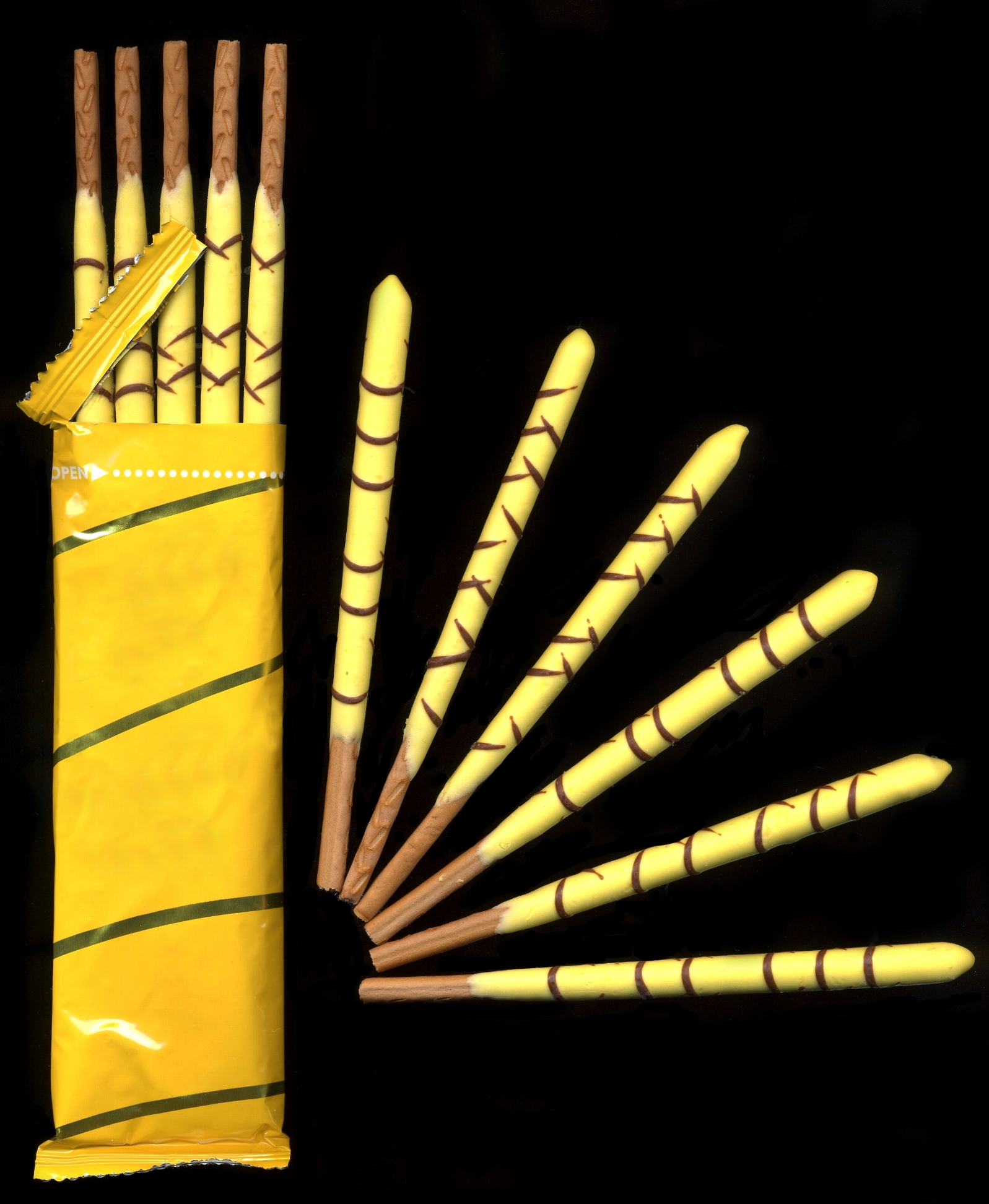
Fondü Pocky

## Története
Az első Pockyt 1966-ban készítették. Ez kenyértésztából készült, pálcika alakú termék volt, melyet csokoládéba mártottak.
1971-ben az eredeti Pocky mellett megjelent a mandulás ízesítésű, majd 1977-ben az eper ízű. Innentől szinte naponta jelent meg valamilyen új íz a kínálatban. A termék gyártási joga a japán Ezaki Glico cég tulajdonában van. A Pocky legnagyobb rajongótábora Japánban van, egyes régiókban különleges ízű Pockyt is lehet kapni: Hokkaidóban dinnye ízű, Naganóban pedig szőlő ízesítésű Pockyt is árulnak.

## Változatok
Európában Mikado néven forgalmazzák a Pockyt.
Dél-Koreában Pepero néven forgalmaz hasonló terméket a Lotte.

## Problémák
A Pockyt is érintette a kínai melaminbotrány: az Ezaki Glico bevizsgáltatta a Kínában licenc alapján készülő terméket, amelyben 43 ppm mennyiségű melamint találtak, miközben a megengedett legnagyobb mennyiség 2,5 ppm volt.[forrás?]